# Marbella
Marbella egy tengerparti város Dél-Spanyolországban, Andalúzia autonóm közösségének déli részén. A dél-spanyol Costa del Sol és egész Spanyolország egyik legfontosabb turisztikai városa, éghajlatának és turisztikai infrastruktúrájának köszönhetően. 142 ezer fős lakosságából (2012) jelentős a külföldiek száma (britek, skandinávok, németek, marokkóiak stb.)
A középkorban halásztelepülés, a 19. században vas-, ólom-, és grafit-bányáiról volt ismert. Ma egy elegáns, a hírességek által látogatott üdülőhely. Több strandja van, amelyek mintegy 20 km hosszúságban sorakoznak a part mentén. Télen a golf játéké a főszerep.

## Éghajlat
Szubtrópusi, mediterrán éghajlattal rendelkezik (Köppen: Csa), nagyon enyhe telekkel és meleg-forró, száraz nyarakkal. A csapadék zöme ősztől tavaszig hull le. Az évi napsütéses órák száma átlagosan több mint 3420 óra.
| Hónap                                           | Jan. | Feb. | Már. | Ápr. | Máj. | Jún. | Júl. | Aug. | Szep. | Okt. | Nov. | Dec. | Év   |
| ----------------------------------------------- | ---- | ---- | ---- | ---- | ---- | ---- | ---- | ---- | ----- | ---- | ---- | ---- | ---- |
| Átlagos max. hőmérséklet (°C)                   | 16,4 | 16,9 | 18,4 | 19,8 | 22,2 | 24,8 | 26,9 | 27,3 | 25,5  | 22,6 | 19,5 | 17,3 | 21,5 |
| Átlagos min. hőmérséklet (°C)                   | 9,4  | 10,0 | 11,6 | 12,9 | 15,1 | 18,2 | 20,3 | 20,6 | 18,9  | 16,2 | 12,9 | 10,7 | 14,8 |
| Átl. csapadékmennyiség (mm)                     | 89   | 76   | 57   | 51   | 25   | 6    | 1    | 6    | 30    | 65   | 109  | 132  | 646  |
| Forrás: World Meteorological Organization (WMO) |      |      |      |      |      |      |      |      |       |      |      |      |      |

## Látnivalók
- Iglesia de Nuestra Senora de la Encarnacion (templom)
- Iglesia de la Encarnación (templom)
- Museo de Grabado Espanol Contemporáneo (múzeum) többek között Picasso festményeivel
- Az óvárosi utcák és a városháza
- A mór erőd maradványai
- Playa de la Bajadilla és a Playa de Fontanilla (tengerpart)
- Krokodil-Park (Cocodrilo Park)
- Aquapark

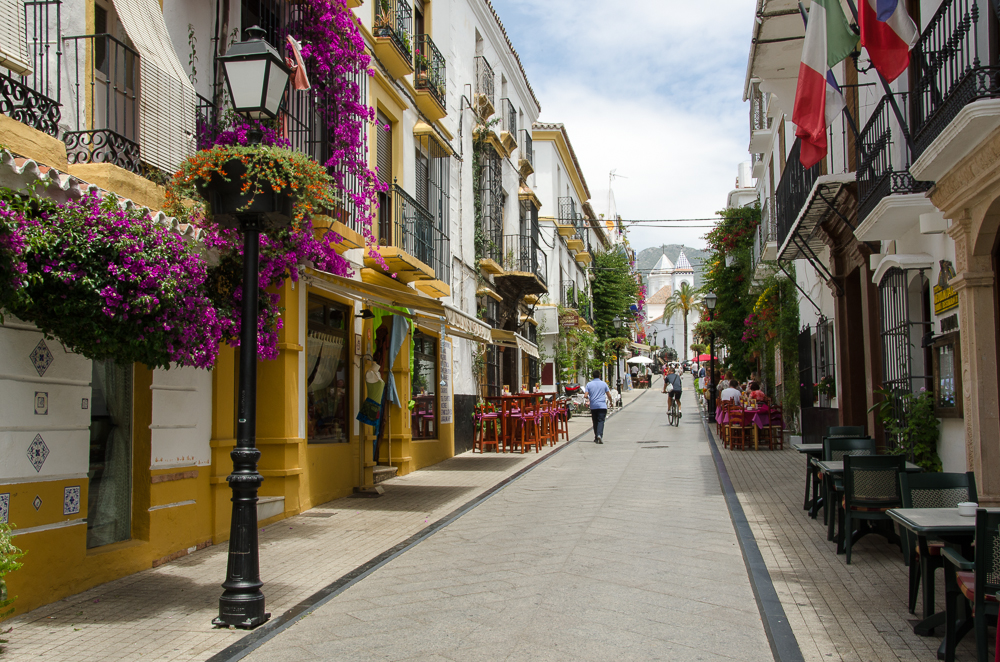
Óvárosi utcakép
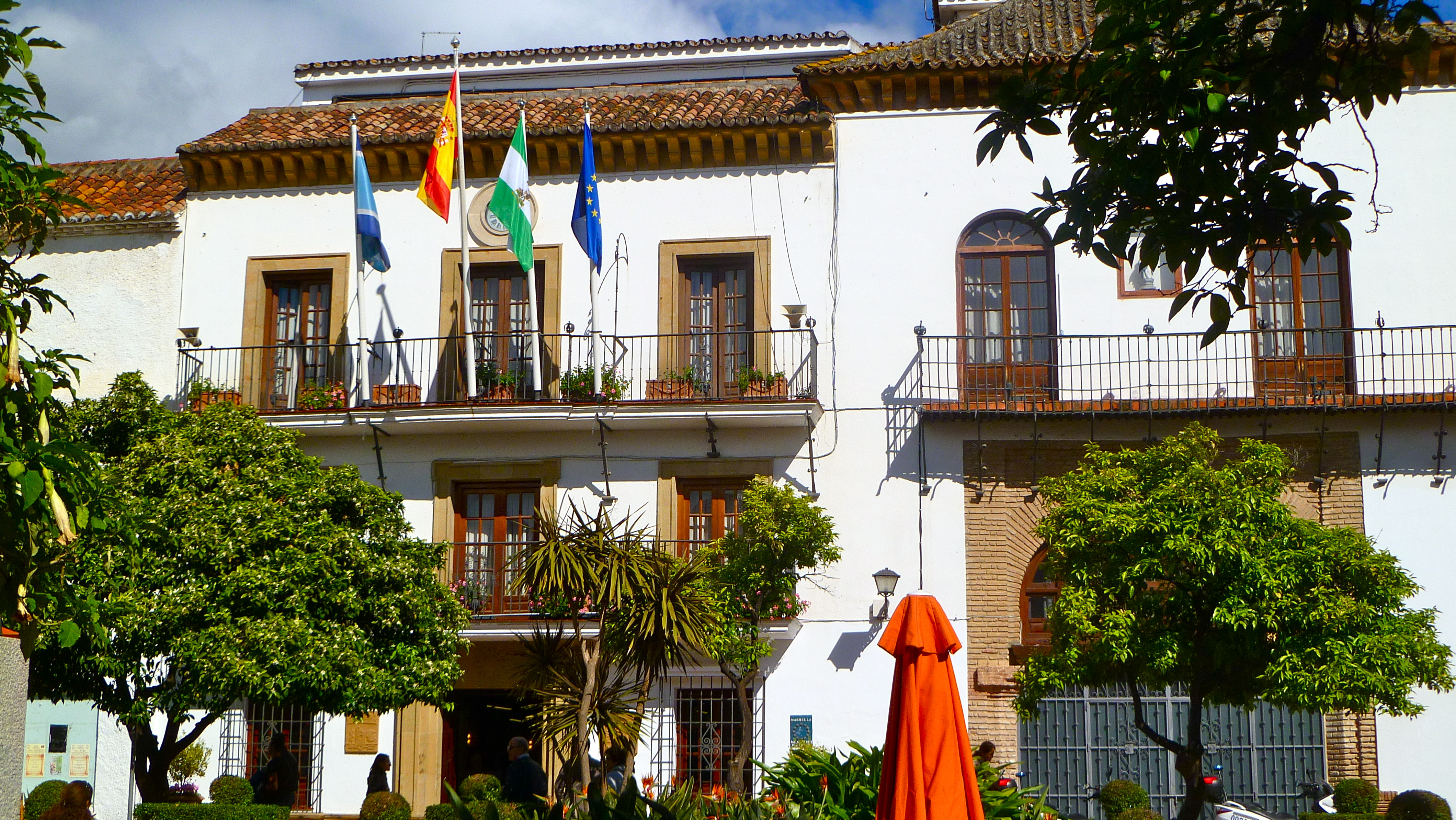
A városháza
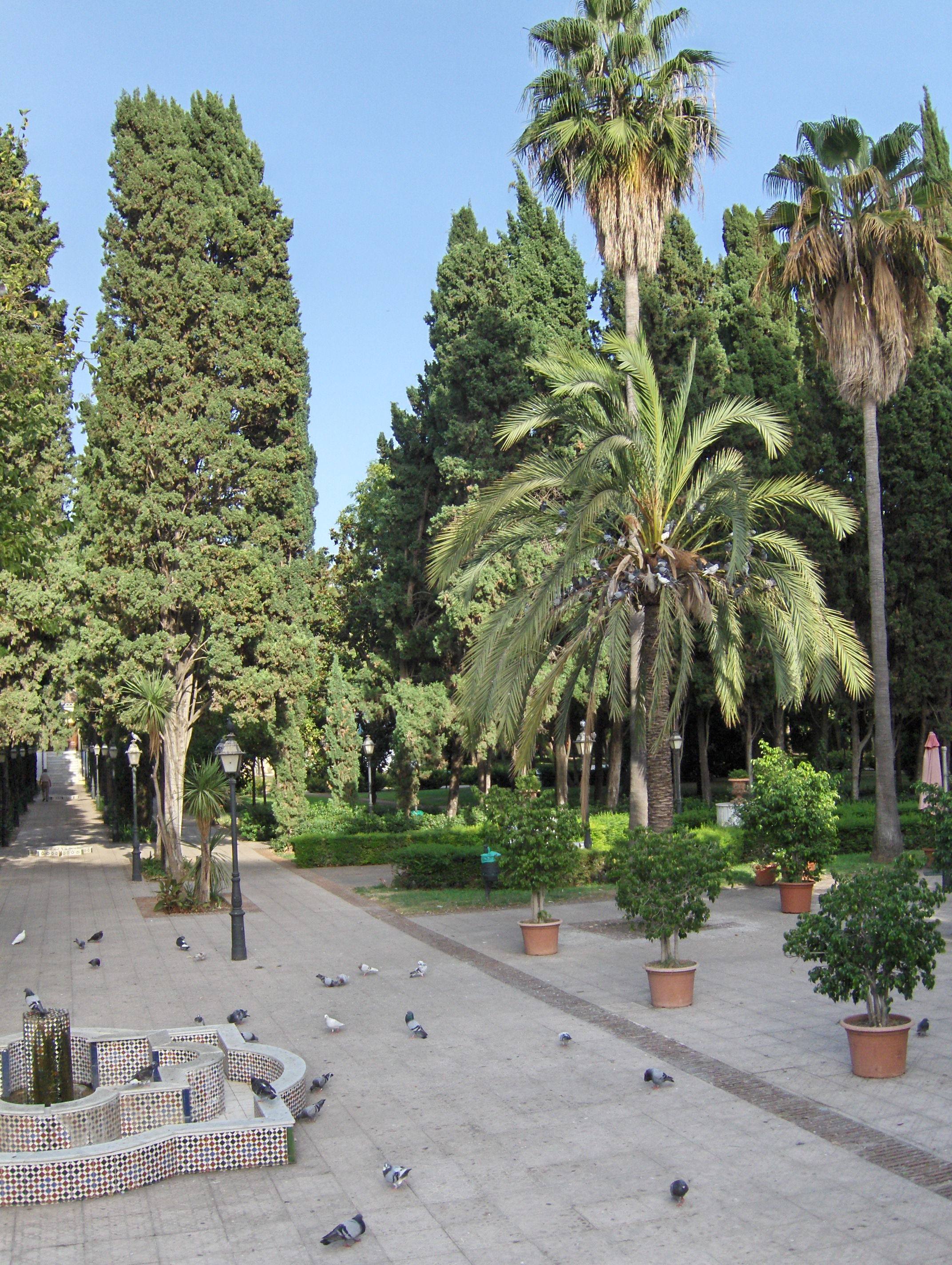
A Constitúción-park
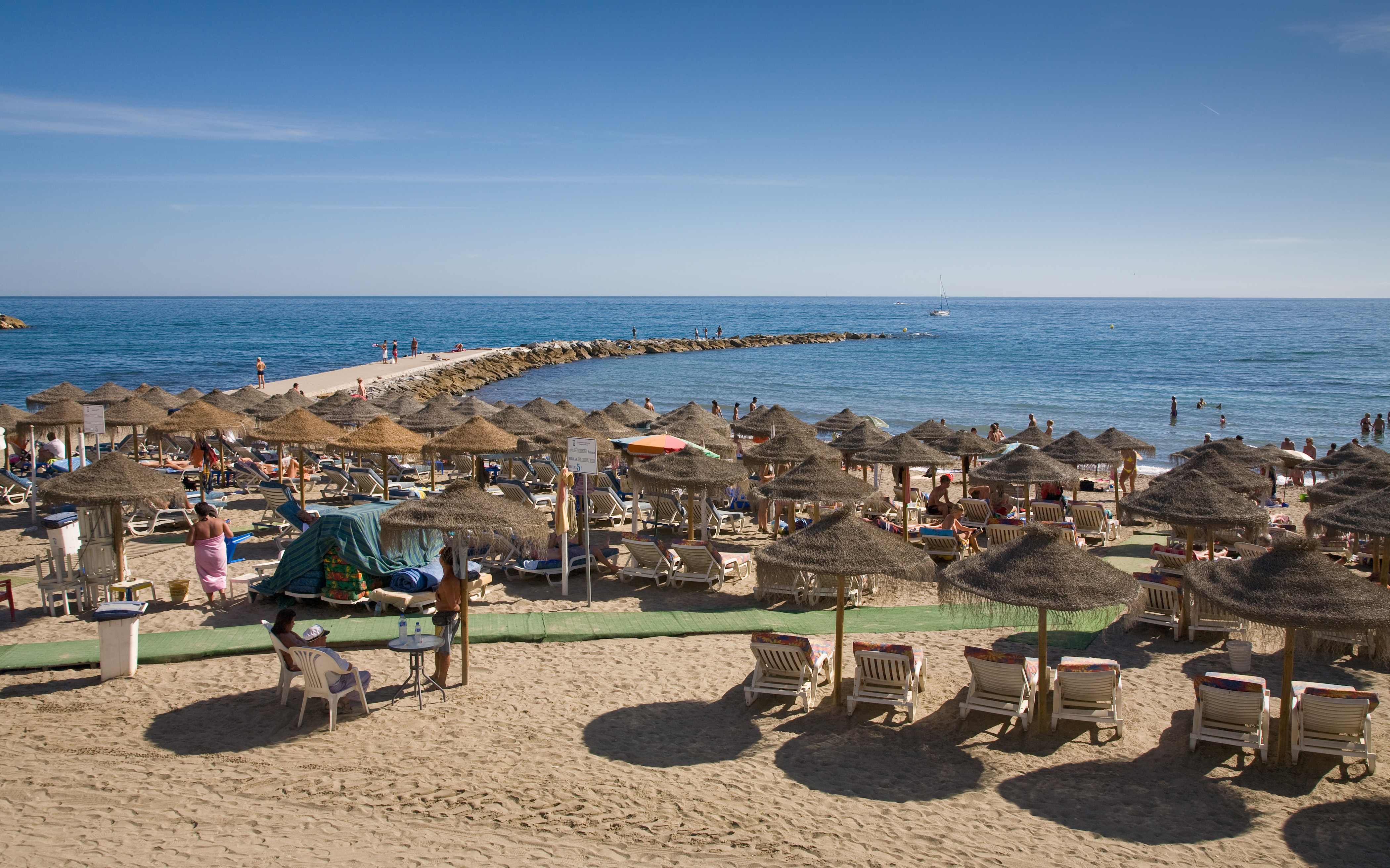
Tengerparti részlet
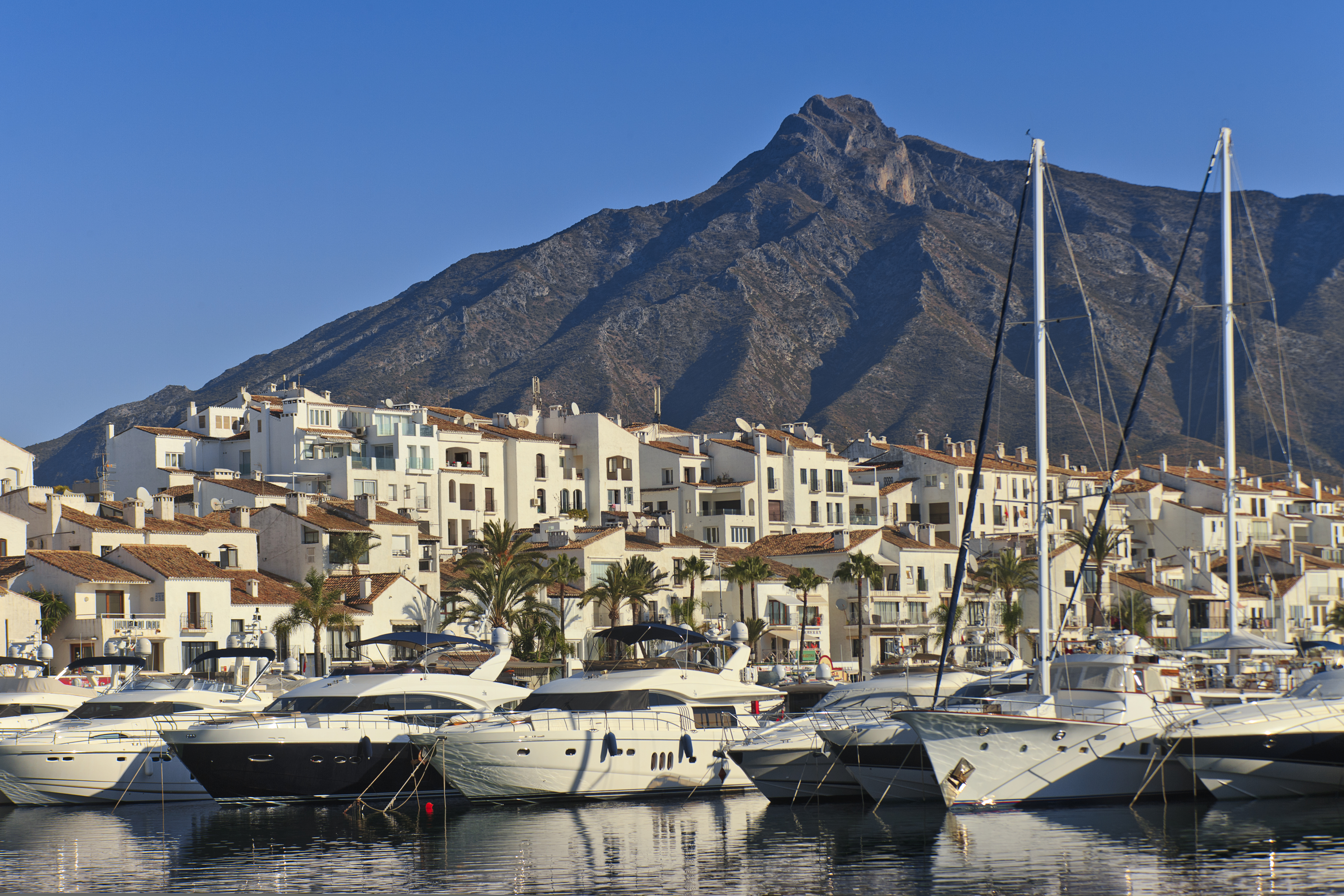
Puerto Banús kikötője

## Híres emberek
- Itt hunyt el 1997. október 4-én. Otto Ernst Remer német katonatiszt, későbbi politikus.
- Itt született 2004. február 19-én Millie Bobby Brown angol gyerekszínész és modell.[5]
- Antonio Banderasnak van itt egy háza, a Los Monteros városrészben. Stella nevű lánya Marbellában született 1996-ban.
- Mike Reid angol humoristának és színésznek volt itt egy háza. Itt is halt meg 2007-ben.[6]
- George Clooney amerikai színésznek van itt egy villája.[7]
- Itt telepedett le 2021 szeptemberében a Tiborcz-Orbán család a város egyik luxusövezetében.[8][9]

## Népesség
A település lakosságának változását az alábbi diagram mutatja:
| Lakosok száma | 110 847 | 117 353 | 126 422 | 134 623 | 140 473 | 138 679 | 141 172 | 143 386 | 150 725 | 159 000 |
|               | 2001    | 2004    | 2007    | 2009    | 2012    | 2014    | 2017    | 2019    | 2022    | 2024    |